# Kathrin Wörle-Scheller
Kathrin Wörle-Scheller (født 18. februar 1984 i Lindau) er en kvindelig tennisspiller fra Tyskland. Hun sin karriere i 1999. 
Den 22. februar 2010 opnåede hun sin højeste WTA-singlerangering på verdensranglisten som nummer 119. 